# تیم ملی بسکتبال زنان بریتانیا
تیم ملی بسکتبال زنان بریتانیا. نماینده بریتانیا در مسابقات بین‌المللی بسکتبال زنان است.